# 高畑挺蔵
高畑 挺蔵（たかはた ていぞう、1859年1月（安政5年12月） - 1910年（明治43年）8月31日）は、日本の明治期における耳鼻咽喉科医。長崎医学専門学校耳鼻咽喉科教授、現在の長崎大学医学部耳鼻咽喉科の基礎を築く。伊予国出身。

## 生涯
1859年1月（（旧暦）安政5年12月）、伊予喜多郡内子村（現愛媛県大洲市）に大洲藩士の子として生まれ、初め挺助と称した後に挺蔵に改めた。1874年（明治7年）東京外国語学校に入学し、1879年（明治12年）東京大学医学部に入学し、東京大学が東京帝国大学となった1886年（明治19年）度に卒業し、大学同期には伊東重・岡田国太郎・桂秀馬・佐藤恒久・鈴木愛之助・三輪徳寛等がいた。
大学卒業後、大学院に入り助手となり、1888年（明治21年）第五高等中学校医学部教諭となり外科学・外科病理学・外科臨床実学を担当、長崎病院外科医長を兼ね、後に教授に昇任した。1894年（明治27年）新潟県長岡病院長に転じたが、1897年（明治30年）8月再び第五高等中学校医学部教授に再任され、長崎病院外科部長を兼務した。1901年（明治34年）4月1日、第五高等中学校から医学部が独立し長崎医学専門学校となると同校教授となり、1902年（明治35年）3月から1904年（明治37年）5月の間、耳鼻咽喉科学研修のためドイツ・オーストリアに留学した。
帰国後、1904年（明治37年）8月、長崎医学専門学校に耳鼻咽喉科教室を開設し初代教授に就任、1906年（明治39年）7月2日医学博士の学位を授与された。長崎医学専門学校在任中の1910年（明治43年）8月31日、51歳で惜しまれつつ急逝。

## 論文
- 「腺様増発性衰弱症論追加他三編」（学位論文）[3]